# Ranc de Banes
Pour les articles homonymes, voir Banes (homonymie).
Le Ranc de Banes est un sommet situé dans le sud du Massif central, dans le département du Gard. Il culmine à 713 mètres d'altitude et se situe sur le territoire de la commune de Sumène.

## Histoire
C'est dans les grottes de la montagne qu'ont été retrouvées les plus anciennes traces d'habitat humain sur le territoire de la commune.

## Protection
Le Ranc de Banes est protégé par une zone naturelle d'intérêt écologique, faunistique et floristique (ZNIEFF), de 601 ha (ou 599,5 ha).
Elle se situe principalement sur le territoire de la commune de Sumène, précisément à 78 % de sa surface, soit 468 ha et est également présente sur la commune de Ganges (Hérault), à 18 % de sa surface, soit 111 ha et très marginalement sur la commune de Moulès-et-Baucels (Hérault), à seulement 4 % de sa surface, soit 21 ha.
Elle englobe, en plus du Ranc de Banes, la réserve naturelle régionale de Combe Chaude, présente au pied du sommet, ainsi que la portion des gorges du Rieutord située en contrebas et le versant opposé et son altitude est comprise entre 170 m et 650 m.
Différentes espèces faunistiques considérées comme remarquables fréquentent la ZNIEFF, justifiant pour certaines sa création :
- pour les chiroptères, le Grand rhinolophe, le Rhinolophe euryale, la Barbastelle d'Europe, ainsi que le Minioptère de Schreibers ;
- pour les oiseaux, le Circaète Jean-le-Blanc, le Hibou grand-duc, la Chevêche d'Athéna et le Vautour fauve ;
- pour les reptiles, la Cistude d'Europe, une tortue aquatique, menacée de disparition, a été signalée sur le site.

Des espèces floristiques remarquables sont également présentes sur le site, tel que l'Ancolie très hirsute (Aquilegia viscosa Gouan subsp. hirsutissima (Timb.- Lagr.) Breistroffer), la Bufonie paniculée (Bufonia paniculata), la Centranthe de Lecoq